# Аракен Патуска
Абраам Патуска да Силвейра (порт.-браз. Abraham Patuska da Silveira; 7 июля 1905, Сантус, Сан-Паулу — 24 января 1990, Сантус, Сан-Паулу), более известный под именем Аракен Патуска (порт.-браз. Araken Patusca) — бразильский футболист, нападающий. Участник первого чемпионата мира по футболу, где сыграл один матч — 14 июля 1930 года, в проигранной бразильцами встрече с Югославией.

## Карьера
Аракен родился в семье первого президента «Сантоса» Сизино Патуски, который был одним из основателей клуба. Помимо него в семье был другой сын, также игрок «Сантоса», Ари Патуска, и двоюродный брат Арналдо.
Патуска дебютировал в составе «Сантоса» в возрасте 15-ти лет. Игроку клуба Эдгару Маркесу за несколько минут до начала товарищеской игры с «Жундиаи» стало плохо. И главный тренер «Сантоса», Урбано Калдейра, принял решение заменить его Аракеном, который до этого часто тренировался с командой. Игра завершилась со счётом 5:5, а Патуска забил 4 мяча. Несмотря на это, футболист долгое время не выходил на поле. Лишь в 1923 году он сыграл первый официальный матч за «Сантос». 10 июля 1923 года он забил первый гол за клуб в официальной игре, поразив ворота «АА дас Палмейраса».
В течение своей карьеры играл за 5 клубов: «Сантос», «Атлетико Сантиста», «Сан-Паулу», «Индепельенте», «Эстудиантес-Паулиста». В «Сантосе» Аракен провел свои лучшие годы: 3 раза вице-чемпионом штата (в 1927, в 1928 и в 1929), а в 1927 он стал лучшим бомбардиром чемпионата штата, забив 31 гол. Всего за все годы игры в «Сантосе» он провел 193 матча, в которых забил 177 мячей. Также Аракен — автор 1000-го гола «Сантоса» за историю клуба (24 марта 1929 года в матче с «Атласом Фламенго»). В сборной, как и многие бразильские футболисты, перестал привлекаться в сборную после проигранного чемпионата мира 1930 года.
После завершения игровой карьеры, Аракен работал в лаборатории. Затем трудился в компании «Light», которая занималась распределением электроэнергии. Позже он стал радио- и телекомментатором.
Умер в 1990 году в родном Сантусе в возрасте 84-х лет.

## Международная статистика
| Матчи Аракена Патуски за сборную Бразилии | Матчи Аракена Патуски за сборную Бразилии | Матчи Аракена Патуски за сборную Бразилии | Матчи Аракена Патуски за сборную Бразилии | Матчи Аракена Патуски за сборную Бразилии | Матчи Аракена Патуски за сборную Бразилии | Матчи Аракена Патуски за сборную Бразилии |
| №                                         | Дата                                      | Место проведения                          | Соперник                                  | Счёт                                      | Голы                                      | Соревнование                              |
| ----------------------------------------- | ----------------------------------------- | ----------------------------------------- | ----------------------------------------- | ----------------------------------------- | ----------------------------------------- | ----------------------------------------- |
| 1                                         | 6 января 1929                             | Рио-де-Жанейро                            | Спортиво Барракас                         | 5:3                                       | 1                                         | Товарищеский матч                         |
| 2                                         | 14 июля 1930                              | Монтевидео                                | Югославия                                 | 1:2                                       | -                                         | Чемпионат мира                            |

## Достижения

### Командные
- Чемпион штата Сан-Паулу: 1931, 1935

### Личные
- Лучший бомбардир чемпионата штата Сан-Паулу: 1927 (31 гол)

## Личная жизнь
Патуска был женат. Супруга — Лаура.